# Liste des installations de l'United States Army
Voici la liste des bases, forts et installations de l’armée de terre des États-Unis. La liste est organisée par État ou territoire des États-Unis lorsqu’elles se trouvent sur le sol des États-Unis et par pays lorsqu’elles se situent à l'étranger. Les anciennes installations sont aussi mentionnées.

## États-Unis

### Installations actives
- Alabama
  - Anniston Army Depot
  - Fort Rucker
  - Redstone Arsenal
- Alaska
  - Fort Greely
  - Fort Wainwright
  - Joint Base Elmendorf–Richardson
- Arizona
  - Camp Navajo (ARNG[1])
  - Fort Huachuca
  - Yuma Proving Ground
- Arkansas
  - Camp Joseph T. Robinson (ARNG)
  - Fort Chaffee (ARNG)
  - Pine Bluff Arsenal
- Californie
  - Camp Beale
  - Camp Cooke
  - Camp Haan
  - Camp Roberts (ARNG)
  - Camp San Luis Obispo (ARNG)
  - Fort Hunter Liggett
  - Fort Irwin
  - Los Alamitos Joint Forces Training Base
  - Military Ocean Terminal Concord
  - Naval Base Point Loma
  - Parks Reserve Forces Training Area
  - Presidio of Monterey
  - San Joaquin Depot
    - Sharpe Facility
    - Stockton's Rough & Ready Island
    - Tracy Facility

  - Sierra Army Depot
- Caroline du Nord
  - Camp Butner (ARNG)
  - Camp Davis
  - Camp Mackall
  - Fort Bragg
  - Military Ocean Terminal Sunny Point
- Caroline du Sud
  - Fort Jackson
- Colorado
  - Fort Carson
  - Fort Logan National Cemetery
  - Pueblo Chemical Depot
- Connecticut
  - Camp Niantic (ARNG)
- Dakota du Nord
  - Camp Grafton (ARNG)
- Dakota du Sud
  - Fort Meade (ARNG)
- Delaware
  - Bethany Beach Training Site (ARNG)[2]
- Washington (district de Columbia)
  - Fort Lesley J. McNair
- Floride
  - Camp Blanding (ARNG)
- Georgia
  - Camp Frank D. Merrill
  - Fort Benning
  - Fort Gordon
  - Fort Stewart
  - Hunter Army Airfield
- Hawaï
  - Fort DeRussy (MWR Resort)
    - Hale Koa Hotel

  - Fort Shafter
  - Kunia Field Station
  - Pohakuloa Training Area
  - Schofield Barracks
  - Tripler Army Medical Center
  - Wheeler Army Airfield
- Idaho
  - MTA Gowen Field Boise (ARNG)
  - Orchard Range TS Boise (ARNG)
  - TS Edgemeade Mountain Home (ARNG)
- Illinois
  - Charles M. Price Support Center
  - Rock Island Arsenal
- Indiana
  - Camp Atterbury
  - Fort Benjamin Harrison
- Iowa
  - Camp Dodge
  - Fort Des Moines (ARNG)
  - Iowa Army Ammunition Plant
- Kansas
  - Fort Leavenworth
    - Munson Army Health Center

  - Fort Riley
  - Great Plains Joint Training Area (ARNG)
    - Kansas Regional Training Institute (ARNG)
    - Nickel Hall Barricks (ARNG)
    - Smokey Hill Weapons Range (ANG)
- Kentucky
  - Blue Grass Army Depot
  - Fort Campbell
  - Fort Knox
- Louisiane
  - Camp Beauregard
  - Fort Polk
    - Peason Ridge Artillery Range
- Maine
  - MTA Deepwoods (ARNG)
  - MTA Riley-Bog Brook (ARNG)
  - TS Caswell (ARNG)
  - TS Hollis Plains (ARNG)
- Maryland
  - Aberdeen Proving Ground
  - Camp Fretterd Military Reservation (ARNG)
  - Fort Detrick
  - Fort George G. Meade
- Massachusetts
  - Camp Curtis Guild (ARNG)
  - Camp Edwards (ARNG)
  - Fort Devens
  - Natick Army Soldiers Systems Center
- Michigan
  - Camp Grayling(ARNG)
  - Detroit Arsenal
  - Fort Custer (ARNG)
- Minnesota
  - Camp Ripley (ARNG)
- Mississippi
  - Camp McCain (ARNG)
  - Camp Shelby
  - Mississippi Ordnance Plant
- Missouri
  - Camp Clark (ARNG)
  - Fort Leonard Wood
- Montana
  - Fort William Henry Harrison (ARNG)
- Nebraska
  - Camp Ashland (ARNG)
- Nevada
  - Hawthorne Army Ammunition Depot
- New Jersey
  - Fort Dix
  - Picatinny Arsenal
- Nouveau Mexique
  - Los Alamos Demolition Range
  - White Sands Missile Range
- New York
  - Camp Smith (New York) (ARNG)
  - Fort Drum
  - Fort Hamilton
  - United States Military Academy at West Point
  - Watervliet Arsenal
- Ohio
  - Camp Perry (ARNG)
  - Camp Ravenna Joint Military Training Center (ARNG)
  - Camp Sherman (ARNG)
- Oklahoma
  - Camp Gruber (ARNG)
  - Fort Sill
  - McAlester Army Ammunition Plant
- Oregon
  - Camp Rilea (ARNG)
  - Umatilla Chemical Depot
- Pennsylvanie
  - Carlisle Barracks
  - Fort Indiantown Gap (ARNG)
  - Harrisburg Military Post (ARNG)
  - Letterkenny Army Depot
  - New Cumberland Army Depot
  - Tobyhanna Army Depot
- Porto Rico
  - Fort Buchanan
  - San Juan Army National Guard Support Station
  - Camp Santiago
  - Fort Allen
  - Roosevelt Roads Army Reserve Base
- Rhode Island
  - Camp Varnum (Narragansett, RI) (ARNG)
  - Camp Fogarty (East Greenwich, RI) (ARNG)
- Tennessee
  - Holston Army Ammunition Plant
  - Kingston Demolition Range
  - Milan Army Ammunition Plant
- Texas
  - Camp Bowie
  - Camp Bullis
  - Camp Mabry
  - Camp Stanley Storage Activity
  - Camp Swift
  - Camp Wolters (ARNG)
  - Corpus Christi Army Depot
  - Fort Bliss
  - Fort Hood
  - Fort Sam Houston
    - Brooke Army Medical Center

  - Martindale Army Airfield
  - Red River Army Depot
- Utah
  - Camp W. G. Williams (ARNG)
  - Dugway Proving Ground
  - Tooele Army Depot
- Vermont
  - Camp Ethan Allen Training Site (ARNG)
- Virginie
  - Camp Pendleton State Military Reservation (ARNG)
  - Fort A.P. Hill
  - Fort Belvoir
  - Fort Eustis
  - Fort Lee
  - Fort McNair (part of Joint Base Myer-Henderson Hall)
  - Fort Myer (part of Joint Base Myer-Henderson Hall)
  - Fort Pickett (ARNG)
  - The Judge Advocate General's Legal Center and School
  - Quantico Military Reservation
  - National Ground Intelligence Center
  - Radford Army Ammunition Plant
  - Warrenton Training Center
- Virginie Occidentale
  - Camp Dawson West Virginia Training Area (ARNG)
- Washington
  - Joint Base Lewis-McChord
  - Yakima Training Center
- Wisconsin
  - Fort McCoy
  - Camp Williams (ARNG)
- Wyoming
  - Guernsey Maneuver Area (ARNG)

États sans installation de l'US Army:
- New Hampshire
- Rhode Island

### Installations fermées
- Alabama
  - Fort McClellan
- Arizona
  - Camp Bouse[3]
- Californie
  - Camp Anza
  - Camp Callan
  - Camp Kearny
  - Camp Kohler[4]
  - Camp Lawrence J. Hearn
  - Camp Lockett
  - Fort MacArthur
  - Fort Mason
  - Camp McQuaide
  - Camp Santa Anita
  - Camp Seeley
  - Camp Stoneman
  - Camp Young[5]
  - Desert Training Center
  - Fort Baker
  - Fort Ord
  - Fort Point
  - Fort Tejon
  - Fort Winfield Scott
  - Fort Yuma
  - Oakland Army Base
  - Presidio of San Francisco
  - Sacramento Army Depot
  - San Carlos War Dog Training Center[6]
- Caroline du Nord
  - Camp Bryan Grimes
  - Camp Dan Russell
  - Camp Davis
  - Camp Greene
  - Camp Shipp-Bagley
  - Fort Caswell
  - Fort Fisher
  - Fort Johnston
  - Fort Macon
  - Fort Totten
  - Laurinburg-Maxton Army Air Base
- Caroline du Sud
  - Camp Croft
- Colorado
  - Fitzsimons Army Medical Center
  - Camp Hale
  - Fort Garland
  - Camp George West Historic District COANG
  - Rocky Mountain Arsenal
- Dakota du Nord
  - Fort Abraham Lincoln
  - Camp Sutton
- Washington (district de Columbia)
  - Walter Reed Army Medical Center
- Floride
  - Camp Gordon Johnston
  - Camp Murphy
  - Daytona Beach WAC Training Center
- Géorgie
  - Camp Connolly
  - Camp Toccoa
  - Camp Wheeler
  - Fort Gillem
  - Fort McPherson
  - Fort Oglethorpe
- Idaho
  - Idaho Launch Complex
- Illinois
  - Camp Lincoln
  - Camp Ellis
  - Camp Grant
  - Fort Sheridan
- Indiana
  - Newport Chemical Depot
- Kansas
  - Camp Phillips
- Kentucky
  - Fort Campbell
- Louisiane
  - Camp Claiborne
  - Camp Livingston
  - Camp Pontchartrain
- Maryland
  - Camp Ritchie
  - Catoctin Training Center
  - Fort Washington
- Massachusetts
  - Camp Candoit
  - Camp Havedoneit
  - Camp Myles Standish
  - Camp Washburn
  - Camp Wellfleet
- Michigan
  - Fort Brady
  - Chrysler Tank School
- Minnesota
  - Camp Savage
  - Fort Snelling (ARNG)
- Mississippi
  - Camp Van Dorn: Camp fermé; un musée militaire existe maintenant sur place[7].
- Missouri
  - Camp Crowder
  - Fort Osage
  - Jefferson Barracks
- Montana
  - Fort Missoula
- Nebraska
  - Fort Robinson
  - Sioux Army Depot[8]
- Nevada
  - Camp Williston
- New Jersey
  - Camp Charles Wood
  - Camp Coles
  - Camp Edison
  - Camp Kilmer
  - Fort Monmouth
- Nouveau Mexique
  - Camp Cody
  - Fort Union National Monument
- New York
  - Camp Shanks
  - Camp Upton
  - Fort Niagara
  - Fort Totten
  - Madison Barracks
  - Plattsburgh Barracks
  - Seneca Army Depot
- Ohio
  - Camp Millard
  - Erie Proving Ground
  - Fort Hayes
- Oregon
  - Camp Abbott
  - Camp Adair
  - Camp Sherman
  - Fort Stevens
  - Camp White
- Pennsylvanie
  - Charles E. Kelly Support Facility (part of Joint Base McGuire-Dix-Lakehurst, New Jersey)
  - Shenango Personnel Replacement Depot[9]
- Porto Rico
  - Fort Brooke
  - Henry Barracks
- Tennessee
  - Camp Forrest
  - Camp Tyson
- Texas
  - Camp Barkeley
  - Camp Howze
  - Camp Hulen
  - Camp Maxey
  - Fort Brown
  - Fort Clark
  - Fort D.A. Russell
  - Fort McIntosh
  - Fort Ringgold[10]
  - Ingleside Army Depot
  - Lone Star Army Ammunition Plant
  - Longhorn Army Ammunition Plant
- Virginie
  - Camp Patrick Henry
  - Chopawamsic Training Center
  - Fort Monroe
  - Front Royal Quartermaster Depot
  - Vint Hill Farms Station
- Washington
  - Camp Bonneville
  - Fort Canby
  - Fort Columbia
  - Fort Lawton
  - Mount Rainier Ordnance Depot
  - Fort Steilacoom
  - Fort Vancouver
  - Vancouver Barracks
  - Fort Worden
  - Walla Walla Army Air Base
- Wyoming
  - Fort Francis E. Warren
  - Fort Laramie National Historic Site
  - Wyoming National Guard Camp

## Installations à l'étranger
- List of United States Army installations in Afghanistan (en)
- List of United States Army installations in Belgium (en)
- Liste des installations de l'United States Army en Bosnie-Herzégovine
- List of joint US-Bulgarian military bases (en)
- List of United States Army installations in Germany (en)
- List of United States Army installations in Italy (en)
- List of United States Army installations in Iraq (en)
- United States Forces Japan
- Liste des installations de l'United States Army en Macédoine du Nord
- List of United States Army installations in Kosovo (en)
- List of United States Army installations in Panama (en)
- List of United States Army installations in South Korea (en)
- List of United States Army installations in Kuwait (en)
- List of United States Army installations in Saudi Arabia (en)
- Liste des installations de l'United States Army en Espagne
- Pine Gap Satellite Tracking and Joint Forces Military Reservation, Australie